# Tórtora del Cap
La tórtora del Cap (Streptopelia capicola) és una espècie d'ocell de la família dels colúmbids (Columbidae) que habita sabanes i terres de conreu d'Àfrica oriental i Meridional, des d'Eritrea, Etiòpia, Somàlia, Kenya, Uganda i sud de la República Democràtica del Congo, cap al sud fins a la zona meridional de Sud-àfrica.

## Descripció

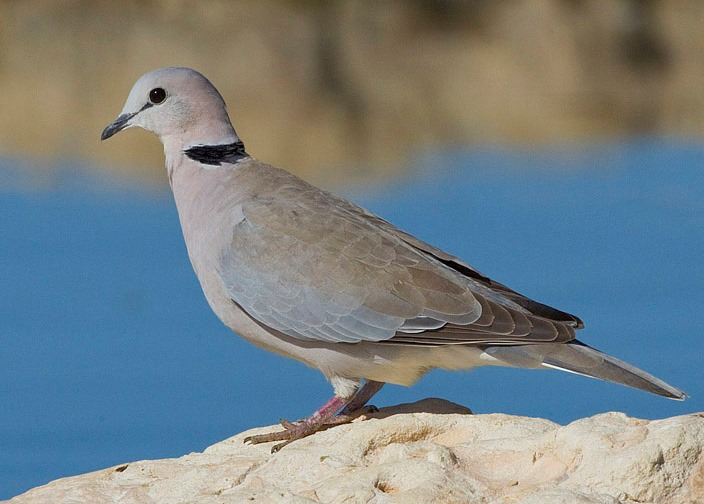
Els tons del plomatge són més foscos a les parts superiors, mentre que la part inferior del ventre i el ventre són blancs.

Els tons de plomatge són més foscos a les parts superiors, mentre que el ventre inferior i la cloaca són blancs. Les plomes corporals són més fosques a la part superior, on es combinen tons de gris i marró, amb tons de lavanda a la clara. És més pàl·lid a sota, on sol estar present una tonalitat de lavanda rosada. El ventre inferior i el críssum (la zona que envolta el cloaca) són blancs. Igual que amb les espècies semblants, tenen franges blanques i puntes blanques visibles a les plomes de cua que és de color gris pissarra. El patró de la cua es nota especialment durant el vol.
La variació de plomatge individual és elevada, unes molt clares i d’altres gairebé fosques. Els mascles i les femelles semblen iguals, tot i que els mascles són lleugerament més grossos. Mesuren 25–26,5 cm de longitud i pesen 92–188 g. Els ulls són gairebé negres, el bec és negre i els peus de color morat fosc.
Un immadur sembla com més brut i no té el color d’un adult.

## Hàbitat
Ocupa una gamma diversa de tipus d’hàbitat, com ara matolls semidesert, boscia albitrunca i acàcies pròpies de la sabana, una varietat de tipus de boscos, terres de conreu, plantacions obertes i matolls aliens d’acàcia. Només els boscos o plantacions densos, o els extensos camps de dunes sense aigua i les planes de grava del Namib no són adequats als seus requisits. Al sud d’Àfrica, s’observen més sovint a les regions de Fynbos, els boscos miombo i mopane, a més de qualsevol mena de pastures des de regions humides fins a seques. La presència a les darreres zones ha estat facilitada per la plantació d’arbres en bosquets, per exemple, al voltant de granges.
Són vulnerables en els abeuradors oberts o en les plantacions, on són depredats pel falcó llaner (Falco biarmicus) i l'astor blanc-i-negre (Astur melanoleucus). A més, són preses de rèptils, gats salvatges, xacals, genetes, garses, cigonyes, àguiles i òlibes. Els nius són vulnerables a altres ocells, les serps i, a Ciutat del Cap, es van introduir esquirols gris (Sciurus carolinensis).
Els moviments estacionals es noten més a les zones tropicals, mentre que els moviments nòmades es produeixen en entorns àrids amb recursos limitats. Rarament es produeixen per sobre dels 2.000 metres.

## Hàbits
La tórtora del Cap se sol trobar sola o en parelles, tot i que poden formar estols més grans al voltant de posaders o fonts d’aliments i aigua,de vegades comprenen centenars d’individus. Quan s'agrupen, poden ser força sorollosos, no només pels diversos cants i reclams que fan durant tot el dia, o sovint de nit (sembla que influenciades per la lluna), sinó també a causa del fort soroll que fan en bategar les ales quan prenen vol.
Per la nit, aquestes tórtores s’enfilen als arbres per descansar i pel matí baixen a terra per alimentar-se. A primera hora del matí i de la tarda és quan més temps dediquen a alimentar-se, i beuen principalment al matí. Quan caminen a terra, mouen el cap endavant i endarrere amb cada petit pas.

## Vocalització
El cant és un fort i sec"kuk-coorrr-uk, ..." que poden repetir de deu a quaranta vegades. Menys sovint es pot donar un "uuh-ka-rruuu, ..." Quan s'enlaira, s'ajunta amb la parella al niu o persegueix un altre individu, emet un "kuuurr" o "knarrrrrr"

## Alimentació
S’alimenten principalment de llavors (d’herbes, grans de cereals, lupinus, asclepias, acàcies i pins al·lòctons), però també de fruites i baies trencades (de roures, eucaliptus, groselles i lantana) i insectes a voltes (cucs de terra, corcs, tèrmits i altres). També es poden alimentar de cyperus, fulles suculentes carnoses, nèctar d'àloe i secrecions de pugons.

## Reproducció
Són monògames. Els mascles s'exhibeixen fent un vol en gradient fort abans de fer espiral amb ales i la cua oberta. Des d'una perxa o a terra, el mascle fa com reverències mentre infla la gola. La parella emetrà un doble "COO" amb una segona síl·laba llarga quan seleccioni un lloc per fer el niu. La femella triga de dos a tres dies a construir el niu que estarà fet de branquetes i pecíols de fulla seleccionats amb cura pel mascle (com en altres espècies de tórtores) i que li lliuren al lloc del niu. El niu es col·loca de 2 a 10 metres sobre el terra en una branca horitzontal que tingui forma de forquilla. Molt sovint, poden utilitzar l'antic niu d’una altra espècie. Ponen de dos a quatre ous de color blanc pur i els dos sexes participen en la incubació, que triga aproximadament dues setmanes. Els pollets són alimentats per aliments regurgitats pels dos pares i emplomallen al cap d’uns 16 dies. Poden a arribar a fer fins a cinc niuades en una sola temporada.

## Subespècies
Hi ha sis subespècies. Es diferencien principalment en el to del plomatge, i els de les regions seques són més pàl·lids i grisos.
- S. c. electa (Madarász, 1913) - oest d'Etiòpia.
- S. c. somalica (Erlanger, 1905) - del nord de Tanzània a Somàlia i Etiòpia.
- S. c. tropica (Reichenow, 1902) - boscos tropicals i subtropicals de Sud-àfrica al sud del Sudan del Sud.
- S. c. onguati (MacDonald, 1957) - Namíbia occidental i Angola.
- S. c. damarensis (Hartlaub i Finsch, 1870) - interior àrid del sud d'Àfrica.
- S. c. capicola (Sundevall, 1857) - sud-oest de Sud-àfrica.

## Espècies similars
Algunes espècies de Streptopelia tenen una aparença molt similar, totes amb "semicollaret" i tons de plomatge suaus. La tórtora del Cap es distingeix de l'espècie germana localment simpàtrica, la tórtora rosa-i-grisa (S. roseogrisea) pel reclam, la base de les plomes de la cua és més pàl·lida i les plomes de la coroneta són grises en lloc de rosa.
Només per aparença, també es pot confondre amb la tórtora turca (S. decaocto), la tórtora vinosa (S. vinacea), la tórtora ullvermella (Streptopelia semitorquata), la tórtora capgrisa (S. tranquebarica), la tórtora ploranera (S. decipiens) o l'especie domèstica S. risoria, un popular ocell de gàbia amb poblacions salvatges aïllades. La tórtora ullvermella és generalment similar, amb un vol de visualització idèntic. Tanmateix, i com el nom comú bé indica, té els ulls vermell vi negre i és més grossa i més fosca, amb el ventre gris i les puntes de cua són grises. La tórtora ploranera té més gris sobre el cap i els ulls són de color groc pàl·lid.